# فیل هوسلی
فیل هوسلی (انگلیسی: Phil Housley؛ زادهٔ ۹ مارس ۱۹۶۴) بازیکن هاکی روی یخ اهل ایالات متحده آمریکا است.
وی همچنین برندهٔ جوایزی همچون تالار افتخارات هاکی شده‌است.
از باشگاه‌هایی که در آن بازی کرده‌است می‌توان به کلگری فلیمس اشاره کرد.